# Ljudmila Grigorjevna Posztnova
Ljudmila Grigorjevna Posztnova, cirill betűkkel Людмила Григорьевна Постнова (1984. augusztus 11., Jaroszlavl) orosz kézilabdázó, a 2008. évi nyári olimpiai játékokon ezüstérmes orosz női válogatott tagja. Jelenleg a Lada Toljatti játékosa, ahol 2004 óta szerepel. A 2008-as olimpián szerzett ezüstérmén kívül háromszoros világbajnok, 2005-ben, 2007-ben és 2009-ben is nyerni tudott a válogatottal.